# Gardian
Gardian, eller guardian, från medeltidslatinets gardianus, är en föreståndare för franciskan- eller kapucinkonvent, motsvarighet till abbot på andra ordnars kloster.